# Austrocylindropuntia subulata
Austrocylindropuntia subulata är en kaktusväxtart som först beskrevs av Muehlenpf., och fick sitt nu gällande namn av Curt Backeberg. Austrocylindropuntia subulata ingår i släktet Austrocylindropuntia och familjen kaktusväxter.

## Underarter
Arten delas in i följande underarter:
- A. s. exaltata
- A. s. subulata

## Bildgalleri

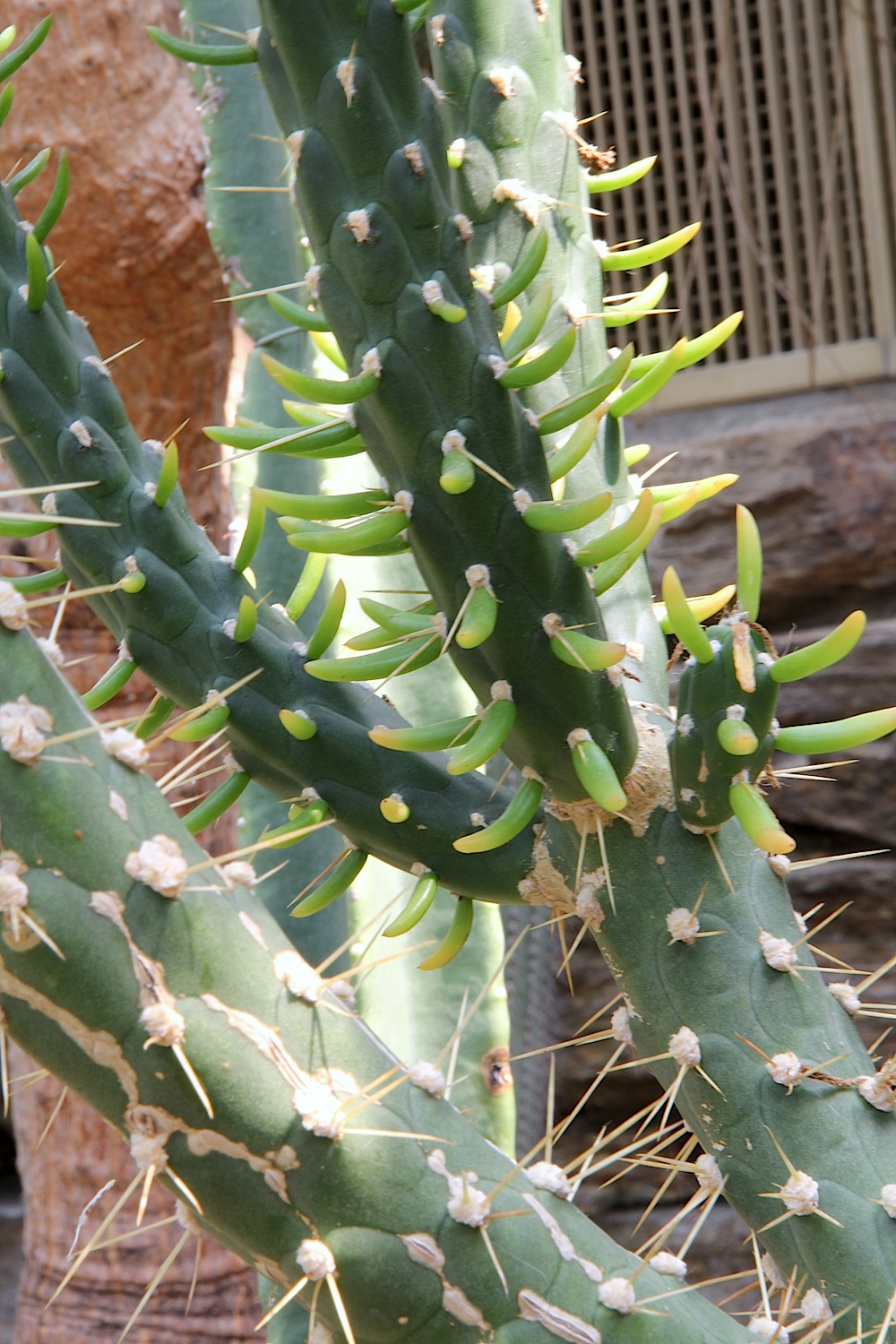
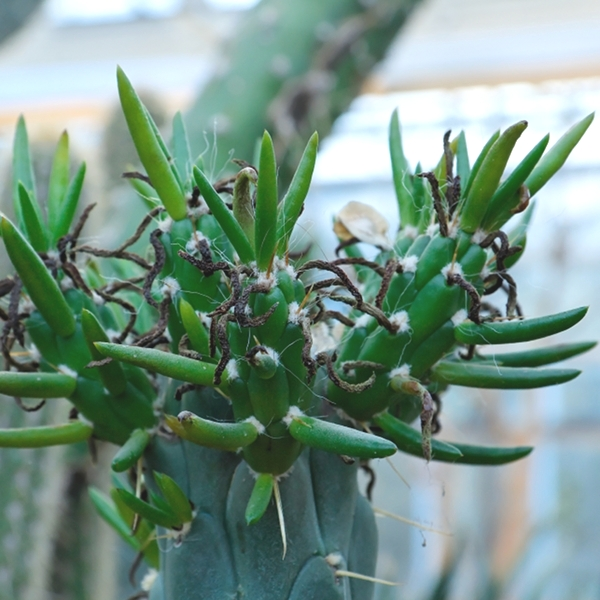
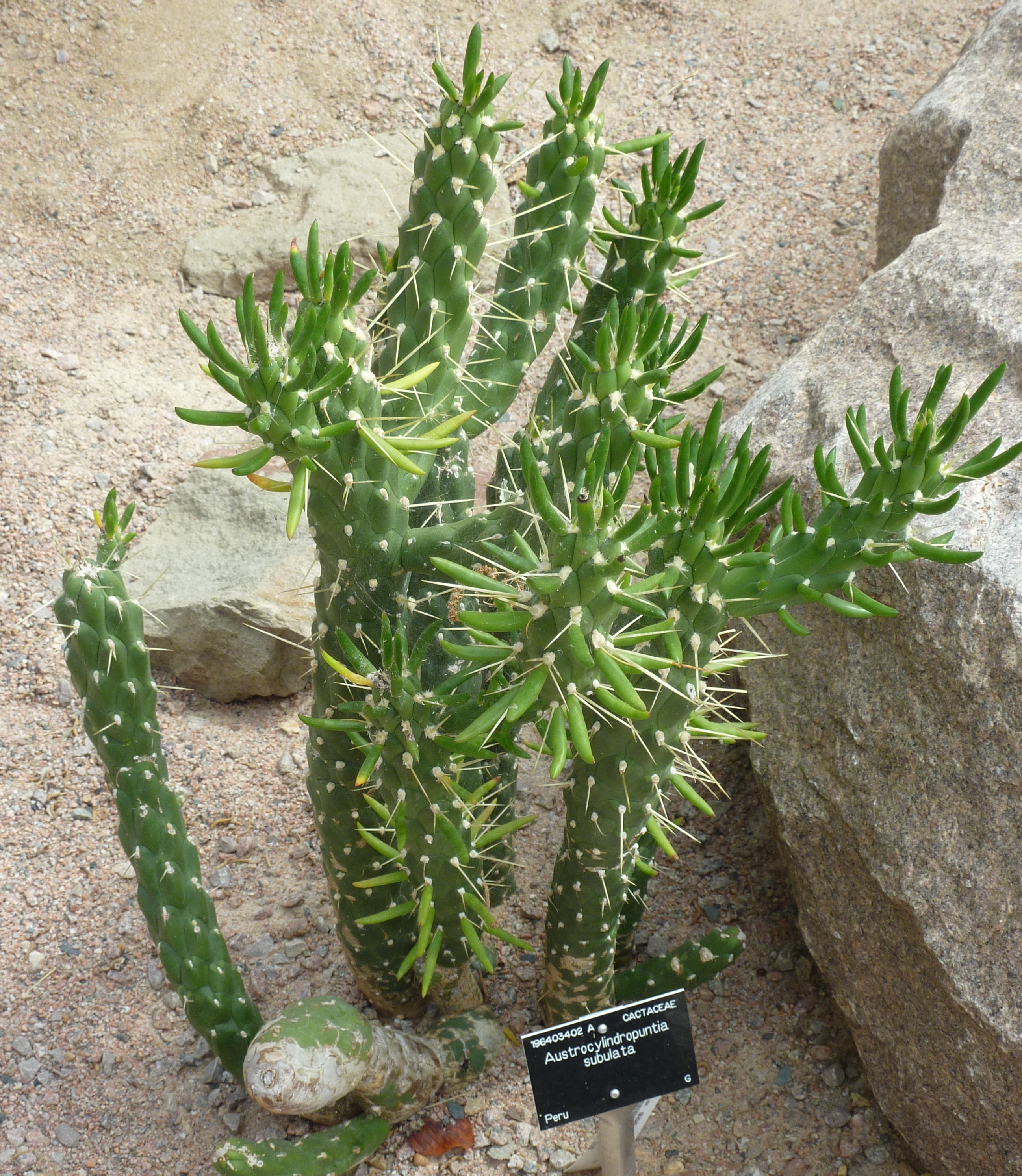
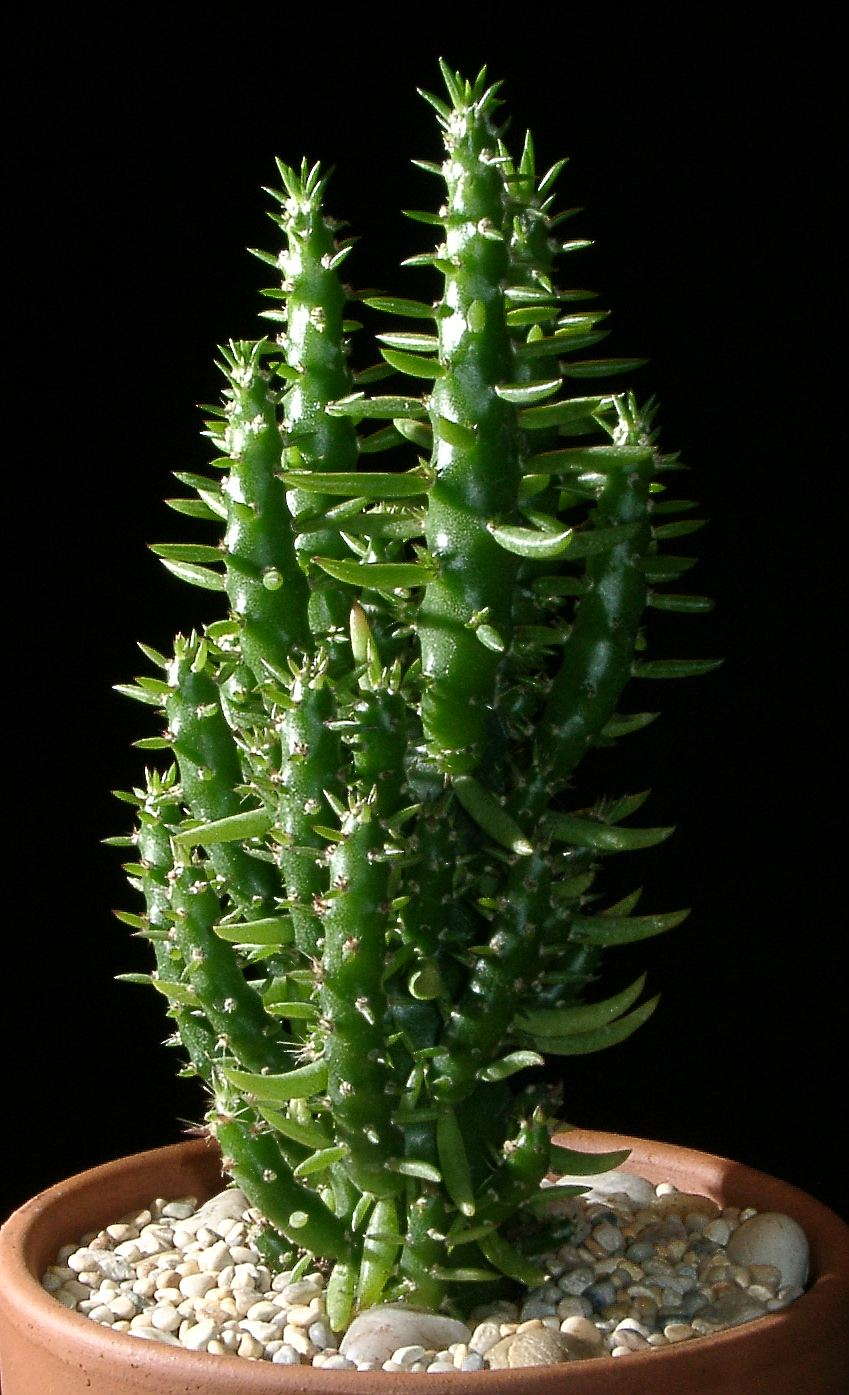
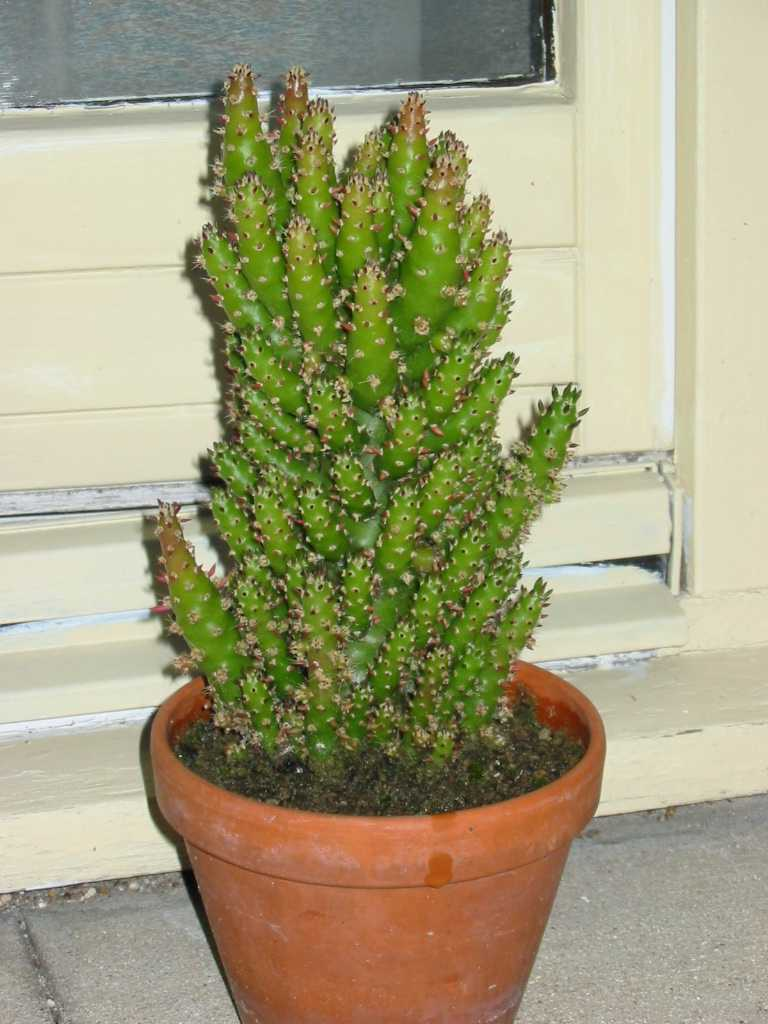
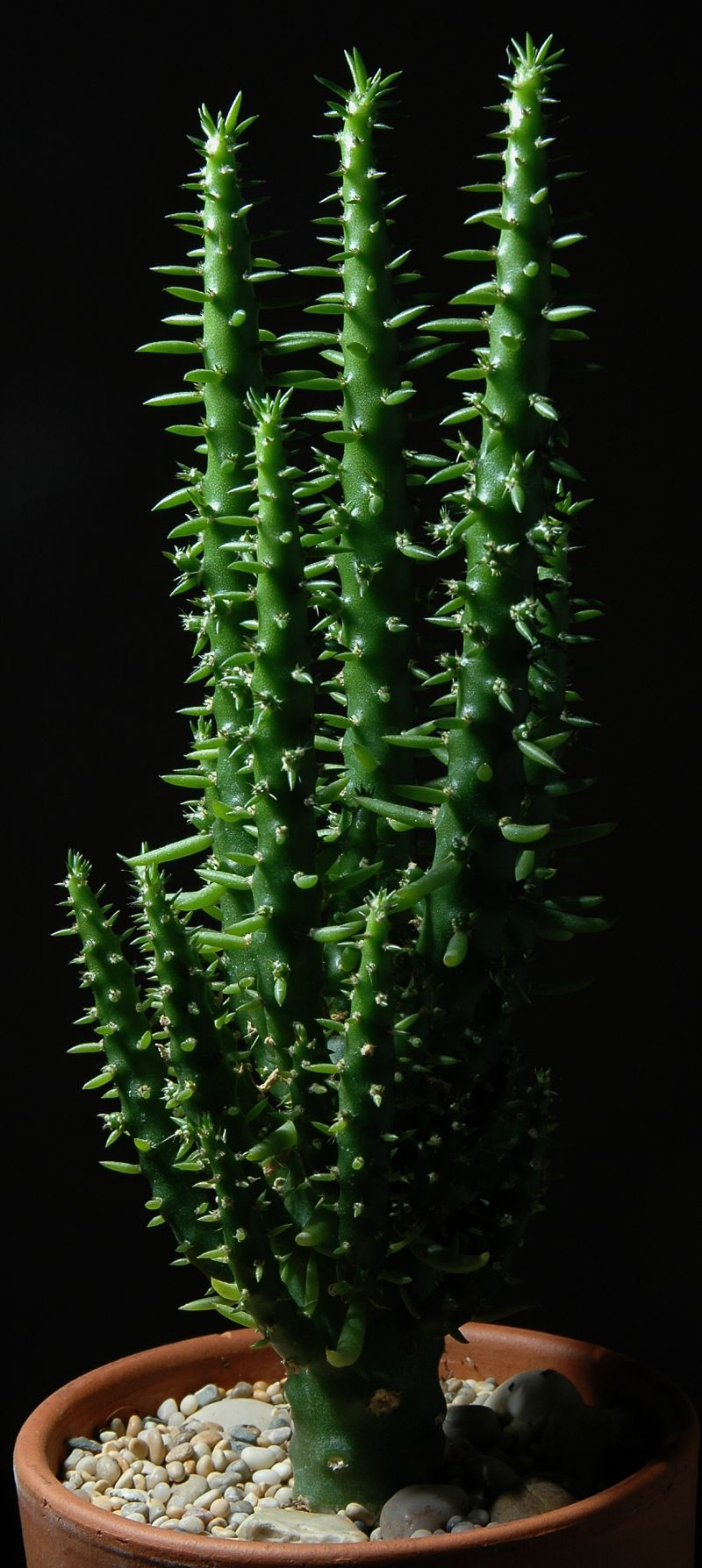